# HIV/AIDS 연구
HIV/AIDS 연구는 HIV/AIDS의 예방, 치료, 치유에 대한 모든 의학적 연구 뿐만 아니라, HIV의 기원과 HIV 때문에 발생하는 질병인 AIDS에 대한 근본적인 연구까지 포함한다.

## 전염
과학적 증거에 따르면 , 포경수술을 받은 남성이 포경수술을 받지 않은 남성보다 HIV를 전염시킬 가능성이 낮다. 2014년에 발표된 연구에 따르면, 에스트로겐과 프로게스테론과 같은 성호르몬은 선택적으로 HIV 전염에 영향을 끼치는 것으로 발표되었다.

### 노출 전후 예방요법
참고 문서: 노출전 예방요법, 노출후 예방요법
"노출 전 예방"은 HIV 감염 이전에 일부 약물을 복용하고, 그 약물을 복용한 결과 HIV에 걸릴 가능성이 감소하는 관행을 말한다. "노출 후 예방"은 바이러스가 신체 내부에 존재하지만 바이러스가 스스로 자리를 잡기 전에 빠르게 일부 약물을 복용하는 것을 말한다. 두 경우 모두 HIV 환자를 치료하는데 사용하는 약물과 동일하며, 약물 복용 목적은 환자가 비가역적으로 감염되기 전에 바이러스를 박멸하는 것이다.
간호사가 AIDS 환자와 혈액 간 노출이 되었다거나, HIV 미보균자가 HIV 의심 환자와 보호되지 않은 성관계를 가진 후 약물을 요청하는 경우와 같은 HIV 노출이 의심되는 사례에서는 노출 후 예방이 권장된다. HIV 양성 파트너와 혈청이 일치하지만 HIV 음성 반응을 나타낸 사람과 같이 HIV 감염 노출 위험성이 높다고 생각하는 HIV 미보균자는 노출 전 예방을 선택할 수 있다. 이러한 약물에 대한 현재 연구는 약물 개발, 효능 실험 및 HIV 에방을 위한 약물 권장 사항을 포함한다.

## 숙주 내 역학
HIV 감염에 대한 숙주 내 역학은 생체 내 바이러스의 확산, 잠복기 확립 및 바이러스에 대한 면역 반응의 결과 등을 포함한다. 초기 연구에서는 간단한 모델만 사용하였고, 감염된 T 세포로부터 바이러스 입자가 출아하고, 혈액이나 세포 외액으로 침투한 후 다른 T 세포를 감염시키는 HIV의 무세포 확산만 고려했다. 2015년 연구에서 T 세포 활성화, 세포의 면역 반응 및 감염이 지속되면서 일어나는 면역 고갈 뿐만 아니라, 한 세포에서 다른 세포로 직접 전이되는 바이러스의 세포 간 확산 메커니즘을 통합할 보다 현실적인 HIV 역학 모델이 제안되었다.

## 바이러스 특징
HIV는 CD4와 CXCR4 또는 CD4와 CCR5와 같은 면역세포 표면 수용체에 결합한다. 이 결합은 구조 변화를 일으키고, HIV와 세포막 사이 막 융합을 초래한다. 대부분 세포에서 활성 감염이 일어나지만, 잠복 감염은 훨씬 적은 세포에서 hIV 감염 초기에 일어난다. 활성 감염에서 HIV 프로바이러스가 활성화되고, HIV 바이러스 입자는 활발하게 복제된다. 감염된 세포는 지속적으로 바이러스성 자손을 생산하는 반면, 잠복기에는 HIV 프로바이러스가 전사적으로 침묵하고 바이러스성 자손이 생성되지 않는다.

## HIV/AIDS 관리
참고 문서: HIV/AIDS의 관리
현재 치료법을 개선하기 위한 연구에는 현재 약물에 대한 부작용 감소, 약물 요법을 단순화하여 순응도 개선, 그리고 약물 내성 관리를 위한 더 나은 약물 요법 결정 등이 포함된다. 보건 사회에서 의사들이 HIV 환자에게 어떤 치료를 권장해야 하는지는 다양하다. 예를 들어 한 가지 질문은 의사가 환자에게 어떤 항 레트로바이러스 약물을 언제 권장해야 하는지 결정하는 것이다. 이 분야에는 항 레트로 바이러스 약물의 개발도 포함된다.

## HIV-1 감염으로 인한 연령 가속화
인간 면역 결핍 바이러스-1 (HIV)에 대한 감염은 상대적으로 젊은 연령에서 노화와 관련된 질병의 발생률 및 다양성 증가로 입증되었듯이, 노화 가속화의 임상 증상과 관련이 있다. 후생 유전자 시계로 알려진 노화 바이오마커의 도움으로 뇌(7.4년)와 혈액(5.2년)에서 HIV-1 감염으로 인한 상당한 연령 가속 효과가 감지될 수 있다.

## LTNP (long-term nonprogressor)
LTNP란 HIV에 감염되었으나, 어떠한 이유에서든지 간에, 에이즈 단계로 진행되지 않도록 자연적으로 바이러스를 통제할 수 있는 사람이다. 이러한 사람들은 생리학 연구가 바이러스와 질병에 대한 깊은 이해를 제공할 수 있다고 생각하는 연구원들에게 관심 대상이다.

## HIV 백신
HIV 백신이란 HIV 후속 노출에 대한 보호를 제공하기 위해 HIV에 감염되지 않은 사람에게 제공하는 백신으로, HIV에 의해 감염될 가능성을 감소시킨다. 현재 효과적인 HIV 백신은 존재하지 않는다. HIV 발견 이후 임상 시험에서 다양한 HIV 백신이 실험되었다.
백신만이 전염병을 막을 수 있다고 생각된다. 백신은 비용이 적게 들어 개발도상국에서 감당할 수 있고 매일 치료할 필요가 없기 때문이다. 그러나 20년 이상의 연구 후 HIV-1은 백신의 어려운 표적이 되었다.
2013년 태국 임상 시험에서 RV 144라는 HIV 백신이 실험되었다. 2009년에는 이 백신이 HIV 감염으로부터 수혜자를 보호하는데 약간의 효능(31% 효능)을 보여주었다고 보고되었다. 이 실험의 결과는 어떤 백신이 HIV에 감염될 위험을 낮추는데 효과적이라는 것을 뒷받침하는 첫 번째 증거를 제공한다. 아데노바이러스 26 벡터를 이용한 모자이크 백신과 HVTN 702라고 불리는 새로운 형태의 RV144를 포함한 다른 백신 실험은 전세계적으로 계속되고 있다.
최근 한 실험은 The Scripps Research Institute (TSRI)의 과학자들에 의해 수행되었는데, 그들은 면역 세포에 HIV와 싸우는 항체를 부착하여 HIV에 저항하는 세포 집단을 만드는 방법을 발견했다.

## 성병 살균제
성병 살균제는 항문 성교를 하는 사람들을 위한 직장 살균제이거나, 질 성교를 하는 사람들을 위한 질 살균제로, 피부에 바르는 것이다. 만약 혈액이나 정액과 같은 감염된 체액이 겔에 닿는다면, 그 체액의 HIV는 파괴될 것이고 그들 사이에서 성관계를 통해 감염이 확산될 가능성이 낮아질 것이다.
2013년 3월 7일, 세인트루이스의 워싱턴 대학 웹사이트는 Julia Evangelou Strait의 보고서를 게재하였다. 진행 중인 나노입자 연구에서 건강한 세포는 그대로 두면서 다양한 화합물을 가득 채운 나노입자가 전염성 물질을 목표로 사용될 수 있다는 것을 보여준다고 보고되었다. 이 보고서에 의해 상세히 기술된 연구에서, 꿀벌 독에서 발견된 화합물인 멜리틴이 함유된 나노 입자가 HIV에 이 물질을 전달하여 바이러스의 외부 단백질 분해를 유발할 수 있다는 것이 발견되었다. 바이러스를 무력화시켜 감염을 예방할 수 있는 질 젤의 생산을 이끌어낼 수 있을 것이라고 그들은 말한다. 조슈아 후드 박사는 국소 젤 형태의 예방 조치 외에도, "멜리틴이 함유된 나노입자를 기존 HIV 감염, 특히 약물에 내성이 있는 것에 대한 치료제로 사용할 수 있는 가능성"을 본다고 설명한다. "나노입자들은 정맥 주사로 주입될 수 있고, 이론적으로 혈류에서 HIV를 제거할 수 있을 것이다."

## 줄기 세포 이식
"베를린 환자"라고도 알려진 40세 HIV 양성 남성인 티모시 레이 브라운은 2007년에 급성 골수성 백혈병(AML) 치료의 일환으로 줄기세포 이식을 받았다. 재발 후 1년 후에는 두번째 이식이 이루어졌다. 기증자는 유전적 양립성 뿐만 아니라 HIV 감염에 대한 저항성을 가진 CCR5-Δ32 돌연변이에 대하여 동형으로 선택되었다. 항 레트로 바이러스제 치료를 받지 않은 지 20개월 만에, 브라운의 혈액, 골수, 장 내 HIV 수치가 검출 한계 이하인 것으로 보고되었다. 첫 이식 후 3년이 넘도록 바이러스는 발견되지 않았다. 일부 연구원과 해설자가 이 결과를 치료라고 특징지었으나, 다른 이들은 바이러스가 뇌와 같은 조직에 숨겨져 있을 수도 있다고 제안한다. 입증되지 않은 성격, 줄기세포 이식과 관련된 질병과 사망 위험, 그리고 적절한 기증자를 찾는 어려움 때문에 줄기세포 치료는 여전히 연구 대상이다.

## 줄기세포 기반 유전자 치료
과거 7년 동안 과학자들은 치료법을 개발하고 기존의 항 레트로 바이러스 치료법에 대한 대안을 제시하기 위해 줄기세포에 기초한 다른 접근 방식을 사용해 왔다. 특히 HIV 치료와 함께 발전이 이루어졌다.
HIV가 CD4 세포에 침투하려면 일반적으로 CCR5 또는 CXCR4인 세포 수용체가 필요하다. CCR5 유전자 변이인 Δ32 (CCR5Δ32/Δ32)에 대하여 동형인 세포는 CCR5 세포 표면 발현이 부족하며, 이는 CCR5 열대 HIV 균주(R5 HIV)에 대한 내성이 자연적으로 강하다는 것을 의미한다. 2011년에 수행된 한 연구에서 HIV 환자의 전신 수준과 장 점막 면역 체계에서 CCR5Δ32/Δ32 줄기세포를 이식한 결과 CD4+ T세포 재구성에 성공했다. 또한, 시간이 지남에 따라 잠재적 HIV 저장소의 크기가 감소한다는 증거를 제공한다. 이 연구에서 환자는 HIV를 앓았다는 어떠한 증거도 없이 3.5년 이상 HIV가 없는 상태로 남아 있었다.
HIV-1에 대한 다른 이론적인 치료법들이 제안되었다. HIV-1의 한 가지 치료법은 자가이며 유전자 변형(HIV-1-내성) 조혈의 이식을 통한 질병 저항성 면역 시스템의 생성을 포함한다. 이 연구는 HIV-1에 대해서만 이 기술의 안전성과 실현 가능성을 입증한 몇 가지 초기 임상실험을 포함하지만, 어느 것도 질병 자체의 개선을 초래하지 않았다. 따라서 이 전략은 약물, 백신과 같은 이미 존재하는 치료 요법과 병행하기 위한 것이다. 그러나 단일 세포 치료의 이러한 접근 방식에 관한 미래 기술은 HIV-1에 대한 기능적 또는 멸균 치료법으로서 현재의 치료법을 완전히 대체할 수 있다.
추가적인 연구는 유전적으로 조작된 CD34+ 조혈모세포와 자손 세포의 사용을 포함한다. 실험적인 장기적 생체 내 HIV 유전자 치료는 대상 세포에서 이질적인 DNA의 다중 복사본으로 끝나는 변환과 이식 시 세포 변환의 낮은 효율로 인해 큰 문제가 있었다. 이 연구는 궁극적으로 CCR5 miRNA의 단일 복사본을 발현하는 HSPC 농축 집단을 허용하는 이식 접근법의 유효성을 보여주었다.

## 같이 보기
- HIV-단백질분해효소 억제제의 발견과 발전
- 비뉴클레오사이드 역전사효소 억제제의 발견과 발전
- 뉴클레오사이드와 뉴클레오타이드 역전사효소 억제제의 발견과 발전
- HIV 본태성 내성
- 인간면역결핍 바이러스의 중복 감염
- HIV/AIDS의 역사
- 성교육